# 厄斯多夫
厄斯多夫是德国石勒苏益格－荷尔斯泰因州的一个市镇。总面积6.65平方公里，总人口855人，其中男性442人，女性413人（2011年12月31日），人口密度129人/平方公里。